# Карло Конті
Ка́рло Ко́нті (італ. Carlo Conti, ім'я повністю — Ка́рло Ната́ле Мари́но Ко́нті (італ. Carlo Natale Marino Conti), 13 березня 1961, Флоренція, Італія) — італійський телеведучий. Лауреат Премії імені Джуліо Скарніччі і Ренцо Тарабузі «Il Troncio».

## Біографія
Карло Конті народився 13 березня 1961 року у Флоренції. До початку успішної кар'єри телеведучого він працював діджеєм і ведучим на італійському радіо, співпрацюючи з актором Джорджо Панаріелло і режисером Леонардо П'єраччіоні. На громадському телебаченні RAI вів з 1985 року музичну програму Discoring. У 1989-му — комічне шоу Vernice fresca, яке надалі перейменував у Aria fresca. Після гучного успіху комічного шоу виступав у ролі ведучого на італійському телебаченні RAI представляючи низку передач, серед яких вечірнє ігрове шоу Cocco di mamma та телешоу Colorado.
Надалі були такі популярні передачі як In bocca al lupo, Sanremo Top і Miss Italia nel Mondo — щорічний конкурс краси, де Карло Конті — не лише ведучий, але й артдиректор. З 2000 року він вів такі відомі в Італії шоу, як Millenium, Domenica In, цикл 50 canzonissime, I migliori anni — музичне шоу, де окрім виступу відомих італійських і зарубіжних співаків, багато цікавих і змістовних інтерв'ю із зірками кіно та театру, як-от Софі Лорен, Ален Делон, Жерар Депардьє, Орнелла Муті, Софі Марсо. У 2011 році відбулися зустрічі Карло Конті з такими відомими акторами, як Антоніо Бандерас, Дженніфер Белз, Сабріна Феріллі.
З 2006 року Карло Конті щовечора веде ігрове шоу Eredità, яке неймовірне популярне в італійців. І робить він це в супроводі чарівних помічниць, переможниць конкурсів краси та представниць модельного бізнесу — Бенедетта Мацца, Енріка Пінторе, Крістіна Буччино, Серена Гвалінетті.
Окрім телебачення Карло Конті знімається у кінофільмах, дублює анімаційні фільми, займається благодійною діяльністю. А у вільний час любить рибалити.

## Фільмографія
- 1998: Папрарацці / Paparazzi … Карло
- 2007: Прекрасна дружина / Una moglie bellissima — Карло
- 2013: Це було б легко / Sarebbe stato facile

## Визнання
15 червня 2011 року астероїду, який виявили 6 вересня 2002 року в обсерваторії Кампо Імператор CINEOS, дали назву 78535 Carloconti (2002 RC109) — на честь Карло Конті.